# Pavol Regenda
Pavol Regenda (né le 7 décembre 1999 à Michalovce en Slovaquie) est un joueur professionnel slovaque de hockey sur glace. Il évolue au poste d'ailier.

## Biographie

### Carrière en club
Formé au HK Dukla Michalovce, il joue son premier match en senior dans la Mestis, le deuxième niveau finlandais avec le Kiekko-Vantaa. En 2020, il intègre l'effectif du HK Dukla Michalovce dans l'Extraliga slovaque. Le 1er juin 2022, il signe un contrat de deux ans avec les Ducks d'Anaheim. Il joue son premier match dans la Ligue nationale de hockey avec les Ducks le 12 octobre 2022 face au Kraken de Seattle. Lors de son troisième match face aux Rangers de New York le 17 octobre 2022, il enregistre ses deux premiers points dans la LNH avec deux assistances. Le 9 novembre 2022, il marque son premier but dans la LNH face au Wild du Minnesota.

### Carrière internationale
Il représente la Slovaquie au niveau international. Il prend part aux sélections jeunes. Il est sélectionné pour les Jeux olympiques de 2022 durant lesquels la Slovaquie remporte la médaille de bronze.

## Statistiques

### En club
| Saison    | Équipe              | Ligue              |    | Saison régulière | Saison régulière | Saison régulière | Saison régulière | Saison régulière |   | Séries éliminatoires | Séries éliminatoires | Séries éliminatoires | Séries éliminatoires | Séries éliminatoires |
| Saison    | Équipe              | Ligue              | PJ | B                | A                | Pts              | Pun              | PJ               | B | A                    | Pts                  | Pun                  |                      |                      |
| 2019-2020 | Kiekko-Vantaa       | Mestis             | 1  | 0                | 1                | 1                | 0                | -                | - | -                    | -                    | -                    |                      |                      |
| 2020-2021 | HK Dukla Michalovce | Extraliga slovaque | 50 | 11               | 14               | 25               | 64               | 12               | 4 | 3                    | 7                    | 2                    |                      |                      |
| 2021-2022 | HK Dukla Michalovce | Extraliga slovaque | 43 | 15               | 24               | 39               | 55               | 6                | 5 | 1                    | 6                    | 8                    |                      |                      |
| 2022-2023 | Ducks d'Anaheim     | LNH                | 14 | 1                | 2                | 3                | 4                | -                | - | -                    | -                    | -                    |                      |                      |
| 2022-2023 | Gulls de San Diego  | LAH                | 50 | 13               | 12               | 25               | 66               | -                | - | -                    | -                    | -                    |                      |                      |
| 2023-2024 | Ducks d'Anaheim     | LNH                | 5  | 0                | 0                | 0                | 2                | -                | - | -                    | -                    | -                    |                      |                      |
| 2023-2024 | Gulls de San Diego  | LAH                | 54 | 19               | 15               | 34               | 57               | -                | - | -                    | -                    | -                    |                      |                      |
| 2024-2025 | Gulls de San Diego  | LAH                | 36 | 4                | 12               | 16               | 36               | -                | - | -                    | -                    | -                    |                      |                      |

### En équipe nationale
| Année | Équipe            | Compétition                  |   | PJ | B | A | Pts | Pun | +/-                |  | Résultat |
| 2017  | Slovaquie -18 ans | Championnat du monde -18 ans | 5 | 0  | 1 | 1 | 0   | +2  | 6e place           |  |          |
| 2019  | Slovaquie junior  | Championnat du monde junior  | 5 | 1  | 2 | 3 | 2   | +1  | 8e place           |  |          |
| 2022  | Slovaquie         | Jeux olympiques              | 7 | 1  | 3 | 4 | 6   | +5  | Médaille de bronze |  |          |
| 2022  | Slovaquie         | Championnat du monde         | 8 | 5  | 1 | 6 | 4   | -4  | 8e place           |  |          |
| 2023  | Slovaquie         | Championnat du monde         | 7 | 2  | 2 | 4 | 2   | +2  | 9e place           |  |          |
| 2024  | Slovaquie         | Championnat du monde         | 8 | 1  | 3 | 4 | 12  | +2  | 7e place           |  |          |